# Volkmarskeller
Volkmarskeller est une grotte connue pour son église bâtie à l'intérieur, dans le Harz, près de Blankenburg, dans le Land de Saxe-Anhalt.

## Géographie
Le Volkmarskeller se trouve dans le parc naturel de l'Anhalt saxonne à 5 km de la ville. Il se trouve à la moitié de la route de la fontaine d'Eggeröde à l'abbaye de Michaelstein.

## Histoire
Pendant une période de 850 à 870, vit dans un ermitage le respecté Liutbirg qui est un proche confident des évêques Haimo de Halberstadt et Anschaire de Brême. Mais dans les années 1930, l'historien Walther Grosse montre qu'il vivait à l'abbaye de Wendhusen.
L'église dédiée à Saint Michel à côté de l'ermitage est offerte en 956 par l'empereur Otton à l'abbaye de Quedlinbourg. La grotte située non loin du domaine de chasse impérial de Bodfeld sert de lieu de repos à des ermites. Après des travaux entamés en 1135, la grotte accueille selon les annales cisterciennes le 28 juillet 1146 une église avec des moines de l'abbaye de Kamp sous la direction de l'abbé Roger.
À la demande de l'abbesse Béatrice II de Quedlinbourg (de), le pape Innocent II confirme la création de l'abbaye et à sa tête Burchard qui rejoint l'abbaye. De 1151 à 1167, le monastère déménage vers là où sera l'abbaye de Michaelstein.
La grotte abandonnée est rendue accessible par les travaux menées par Baurat Brinkmann de 1884 à 1887.